# Contra (computerspelserie)
Contra is een serie computerspellen van Konami. De meeste Contra spellen staan bekend om hun snelle, intense, en meestal enorm moeilijke actie.
Het eerste deel in de serie was Contra voor de arcade. Het laatste deel is Contra 4.
Alle Contra-arcadespellen stonden in Europa bekend als Gryzor. Ook stonden tot en met Hard Corps alle Contra-spellen voor spelcomputers bekend als Probotector. In die laatste verving men in deze versies de menselijke hoofdrolspelers door robots.
De Europese namen staan in de lijst onder de kolom alternatieve titel (behalve Contra Force, dat niet in Europa werd uitgegeven).

## Spellen
De volgende Contra spellen zijn tot nu toe verschenen:
| Jaar | Titel                      | Platform                                     | Alternatieve titel                       |
| ---- | -------------------------- | -------------------------------------------- | ---------------------------------------- |
| 1987 | Contra (arcadespel)        | Arcade, DOS, Commodore 64, CPC , ZX Spectrum | Gryzor                                   |
| 1987 | Contra (NES)               | NES                                          | Probotector                              |
| 1987 | Contra (MSX)               | MSX2                                         | Probotector                              |
| 1988 | Super Contra               | Arcade, NES, DOS, Amiga                      | Super Gryzor                             |
| 1988 | Super C                    | NES                                          | Probotector 2: Return of the Evil Forces |
| 1991 | Operation C                | Game Boy                                     | Probotector                              |
| 1992 | Contra Force               | NES                                          |                                          |
| 1992 | Contra III: The Alien Wars | SNES, Game Boy, Game Boy Advance             | Super Probotector: Alien Rebels          |
| 1994 | Contra: Hard Corps         | Mega Drive                                   | Mega Probotector                         |
| 1996 | Contra: Legacy of War      | PlayStation, Saturn                          |                                          |
| 1998 | C: The Contra Adventure    | PlayStation                                  |                                          |
| 2002 | Contra: The Alien Wars EX  | Game Boy Advance                             |                                          |
| 2002 | Contra: Shattered Soldier  | PlayStation 2                                |                                          |
| 2004 | Neo Contra                 | PlayStation 2                                |                                          |
| 2007 | Contra 4                   | Nintendo DS                                  |                                          |
| 2009 | Contra ReBirth             | Wii                                          |                                          |
| 2011 | Hard Corps: Uprising       | PlayStation 3, Xbox 360                      |                                          |
| 2019 | Contra: Rogue Corps        | Windows, Switch, PlayStation 4, Xbox One     |                                          |

### Heruitgaven
- Xbox Live Arcade
  - Contra (arcadespel) (Gryzor)
  - Super Contra (Super Gryzor)
- Wii Virtual Console
  - Super C (Probotector 2: Return of the Evil Forces)
  - Contra Rebirth